# Wolfgang Wulz

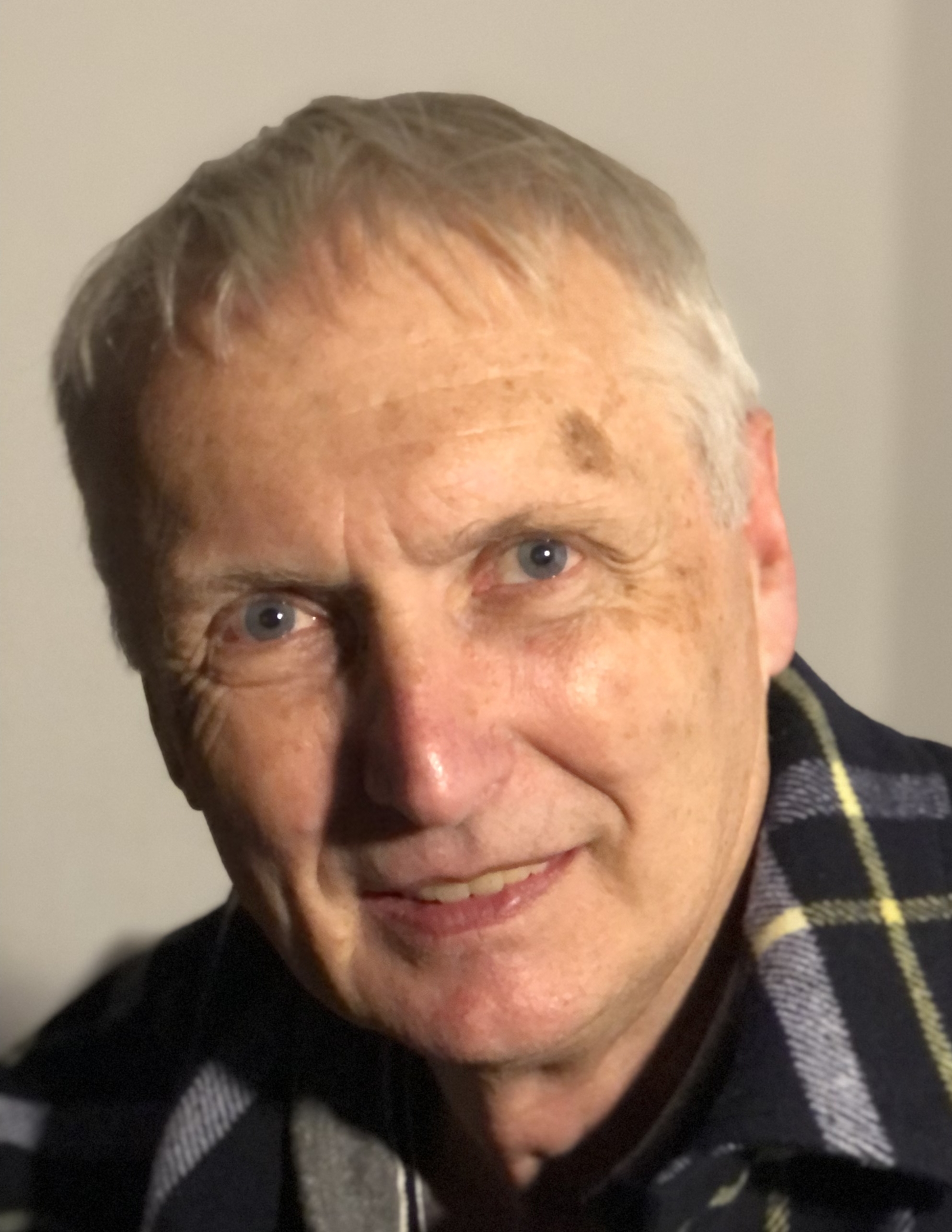
Wolfgang Wulz (2024)

Wolfgang Wulz (* 29. Dezember 1950 in Heidenheim an der Brenz) ist ein deutscher Schriftsteller, Landeskundler, Mundartforscher und Pädagoge.

## Ausbildung und Studium
Wolfgang Wulz wuchs in Heidenheim an der Brenz als Sohn des Schulleiters und Heimatforschers Hans Wulz auf und besuchte dort das Hellenstein-Gymnasium. Nach zweijährigem Dienst bei der Bundeswehr in Ulm an der Donau studierte er an der Universität Tübingen Geschichte und Germanistik. Nach der Wissenschaftlichen Prüfung für das Lehramt an Gymnasien (1978) und einem Graduiertenstipendium folgte von 1979 bis 1981 eine Tätigkeit als Fakultätsassistent der Tübinger Geschichtswissenschaftlichen Fakultät. Während des Referendariats am Andreae-Gymnasium Herrenberg wurde er 1982 bei Heinz Löwe und Hansmartin Decker-Hauff mit einer Arbeit über den staufischen Geschichtsschreiber Burchard von Ursberg zum Dr. phil. promoviert und legte am Schickhardt-Gymnasium Herrenberg im Frühjahr 1983 die Pädagogische Lehramtsprüfung für Deutsch und Geschichte ab.

## Schulische Tätigkeit
Von 1983 bis 2012 unterrichtete Wolfgang Wulz am Goldberg-Gymnasium in Sindelfingen Geschichte und Deutsch. Ab 2001 war er als Studiendirektor für das Regierungspräsidium Stuttgart Fachberater für Deutsch. In dieser Eigenschaft war er im Arbeitskreis Landeskunde und Landesgeschichte im Regierungsbezirk Stuttgart mit der Ausarbeitung von Unterrichtsmaterialien befasst. Ab 2008 wurde er im Auftrag des Ministeriums für Kultus, Jugend und Sport in Zusammenarbeit mit dem Europa-Zentrum Stuttgart Landesbeauftragter für den 1953 gegründeten Europäischen Wettbewerb.

## Schriftsteller und Mundartforscher
Seit Ende der 1980er-Jahre befasst sich Wulz – motiviert von seinem Studienkollegen Gerhard Raff – als Mundartforscher intensiv mit dem schwäbischen Volkshumor, insbesondere mit den historischen Hintergründen der kollektiven schwäbischen Ortsnecknamen. Er veröffentlichte seine Ergebnisse zunächst als Zeitungsserien der Lokalpresse in den Landkreisen Böblingen, Tübingen, Heidenheim, im Rems-Murr-Kreis und in der der Landeshauptstadt Stuttgart, denen jeweils Buchveröffentlichungen folgten. In Zusammenarbeit mit Imre Török vom Verband deutscher Schriftstellerinnen und Schriftsteller (VS) und dem Förderkreis der Schriftsteller:innen in Baden-Württemberg, von denen er in die Jury des Thaddäus-Troll-Preises berufen wurde, organisierte er am Goldberg-Gymnasium Sindelfingen ab den 1990er-Jahren Schullesungen mit Autorinnen und Autoren. Im Arbeitskreis Leseförderung Sindelfingen war er für das Projekt Sindelfinger Adventskalender zuständig. Veröffentlichungen zur württembergischen Landesgeschichte, zu Ortsjubiläen, zur Lokalgeschichte und ein Regional-Krimi kamen hinzu. Wolfgang Wulz arbeitet auch in den Periodika Schwäbischer Heimatkalender und „Schönes Schwaben“ (seit 2017 „Schöner Südwesten“) des Silberburg-Verlags mit. Seit 2017 schreibt er als „dr Sell“ Mundartkolumnen in der Sindelfinger Zeitung / Böblinger Zeitung und seit 2023 als „dr Wonderfitz“ im Herrenberger Gäubote.

## Ehrenamtliche Tätigkeit
Seit 1997 Mitglied des Vereins schwäbische mund.art e.V., gründete Wolfgang Wulz 2003 zusammen mit Künstlern und Künstlerinnen sowie Pädagoginnen und Pädagogen aus verschiedenen Schularten den Arbeitskreis Mundart in der Schule. Das Projekt Begegnungen zwischen Mundartkünstler:innen und Klassen wurde inzwischen mit über 1000 Mundartdoppelstunden im alemannischen, fränkischen und schwäbischen Dialekt durchgeführt und ist auch bei Schulwettbewerben vertreten.
2012 wurde Wolfgang Wulz Vorsitzender des Vereins schwäbische mund.art e.V., der seither von 130 auf über 400 Mitglieder angewachsen ist. Alle zwei Jahre wird der Sebastian-Blau-Preis für schwäbische Mundart ausgeschrieben, der vom Wettbewerbsbeauftragten Pius Jauch betreut und in Rottenburg verliehen wird. Zudem organisiert der Verein an verschiedenen Spielorten und in Gaststätten mit seinen künstlerischen Mitgliedern Veranstaltungen in den Sparten Literatur, Musik, Kabarett, Comedy und Film. Wolfgang Wulz ist Vorstandsmitglied in den Arbeitskreisen Heimatpflege im Regierungsbezirk Stuttgart und Tübingen, im Dachverband der Dialekte in Baden-Württemberg sowie Beiratsmitglied beim Förderverein Schwäbischer Dialekt e.V.

## Auszeichnungen
- 2019: Heimatmedaille des Landes Baden-Württemberg
- 2022: Ehrenamtspreis des Landkreises Böblingen

## Werke
- Der spätstaufische Geschichtsschreiber Burchard von Ursberg. Persönlichkeit und historisch-politisches Weltbild. (Schriften zur südwestdeutschen Landeskunde, Bd. 18), Verlag Müller & Gräff, Stuttgart 1982, ISBN 3-87532-077-8
- Schwäbische Ortsnecknamen Band 1 rund um Herrenberg und Wildberg. Über 30 wahre Begebenheiten: Von Leuten, die Frösche abschlecken, Wanzen braten, Eier ausbrüten und viele andere unglaubliche Geschichten. Breitenholzer Igelverlag 1989, ISBN 3-9802434-9-4
- Schwäbische Ortsnecknamen Band 2 rund um Böblingen, Sindelfingen und Leonberg. Über 40 wahre Begebenheiten: Von Leuten, die auf Käse reiten, einen Bach bescheißen, wie Füchse bellen und viele andere unglaubliche Geschichten. Breitenholzer Igelverlag 1990. ISBN 3-9802434-5-1
- Schwäbische Ortsnecknamen Band 3 rund um Stuttgart. Über 30 wahre Begebenheiten: Von Leuten, die Spatzen bemalen, den Heiland klauen, Birnenschnitz' zu Grabe tragen und viele andere unglaubliche Geschichten. Breitenholzer Igelverlag 1991. ISBN 3-9802434-3-5
- Gefährliche Kurven. Kriminalroman, Breitenholzer Igelverlag 1992 ISBN 3-9802434-4-3
- Schwäbische Ortsnecknamen Band 4 rund um Rottenburg. Über 30 wahre Begebenheiten: Von Leuten, die Gänse küssen, von Goa träumen, den Vollmond angeln und viele andere unglaubliche Geschichten, Breitenholzer Igelverlag 1994. ISBN 3-9802434-6-X
- Schwäbische Ortsnecknamen Band 5 rund um Tübingen, Mössingen, die Härten und das Ammertal. Unglaubliche Geschichten: Von Leuten, die mit Gold düngen, Ziegenböcke mosten, Heilige prügeln, Breitenholzer Igelverlag 1997. ISBN 3-929695-03-0
- Über Knöpfleswäscher, Pantscher und Ratze. Spitznamen aus dem Kreis Heidenheim, Verlag Meuer 1998. ISBN 3-921178-03-7
- Was sich neckt, das liebt sich. Schwäbische Spottworte für Nachbarorte. Mit Zeichnungen von Sepp Buchegger. Silberburg-Verlag 2007. ISBN 978-3-87407-744-6
- Bäre, Beerlesklopfer und Bachscheißer. Schwäbische Neckereien aus dem Kreis Böblingen. Mit Zeichnungen von Karlheinz Haaf, Silberburg-Verlag 2015. ISBN 978-3-8425-1437-9
- Lohkästräppler, Henderwäldler ond Schnitzhäfe. Schwäbische Neckereien rund um Backnang. Mit Zeichnungen von Karlheinz Haaf, Silberburg-Verlag 2016. ISBN 978-3-8425-1472-0
- Ens Blau nei gschrieba. Schwäbische Geschichten und Gedichte. Hrsg. Pius Jauch und Wolfgang Wulz. Mit Zeichnungen von Karlheinz Haaf, Silberburg-Verlag 2019. ISBN 978-3-8425-2165-0
- Schwäbische Neckereien aus dem Kreis Tübingen. Mit Zeichnungen von Karlheinz Haaf, BoD 2020. ISBN 978-3-7526-8781-1
- Spreng halt, wenn du di trauscht, in: ‘s menschelet. Schwäbische Geschichten und Gedichte. Mit einem Vorwort von Manfred Rommel, Silberburg-Verlag 2002. ISBN 3-87407-539-7
- ‘s Brenztaler Chrischtkendle, in: Schwäbische Bescherung. Ein heiteres Weihnachtsbüchle, Silberburg-Verlag 2014. ISBN 978-3-8425-1357-0
- Hoimetaberau!...moint dr Wonderfitz. Schwäbische Kolumnen mit Cartoons von Karlheinz Haaf, Verlag Books on Demand GmbH, Norderstedt 2024. ISBN 978-3-7597-9693-6